# 2069 Hubble
2069 Hubble este un asteroid din centura principală, descoperit pe 29 martie 1955, de Goethe Link Observatory.